# Монктон
Мо́нктон (англ. и фр. Moncton) — город в графстве Вестморленд на юго-востоке провинции Нью-Брансуик, Канада.
Расположен на реке Петикодьяк в том месте, где она образует меандр Куд. Это первый по величине город провинции.

## Описание

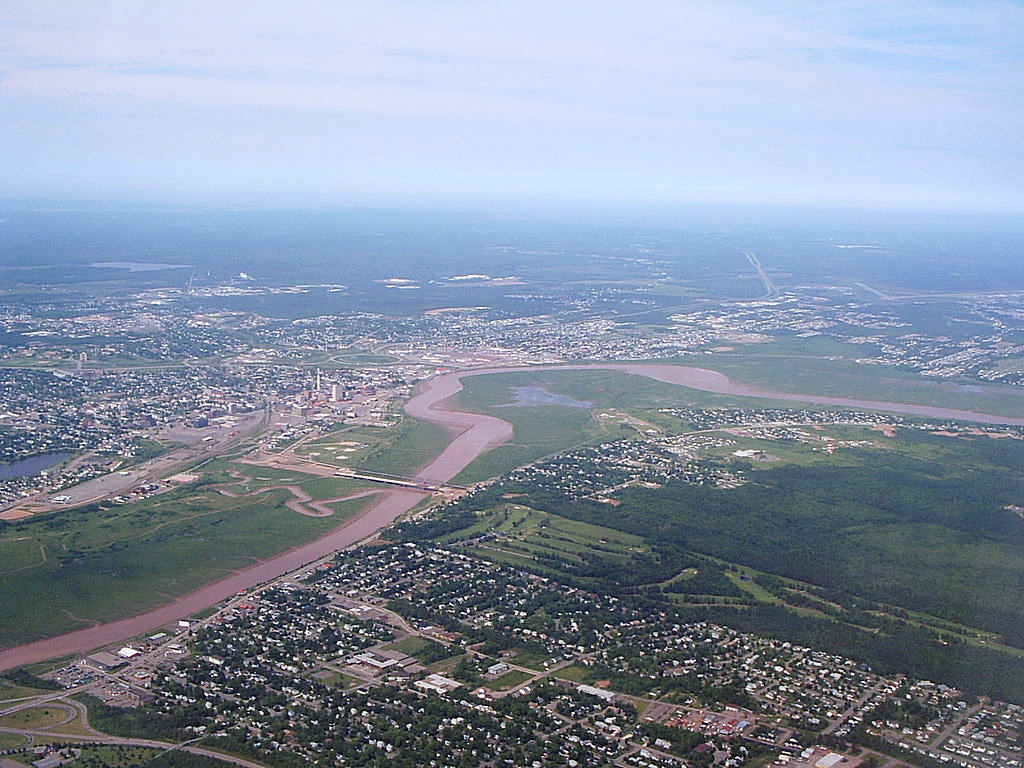
Вид Монктона с воздуха

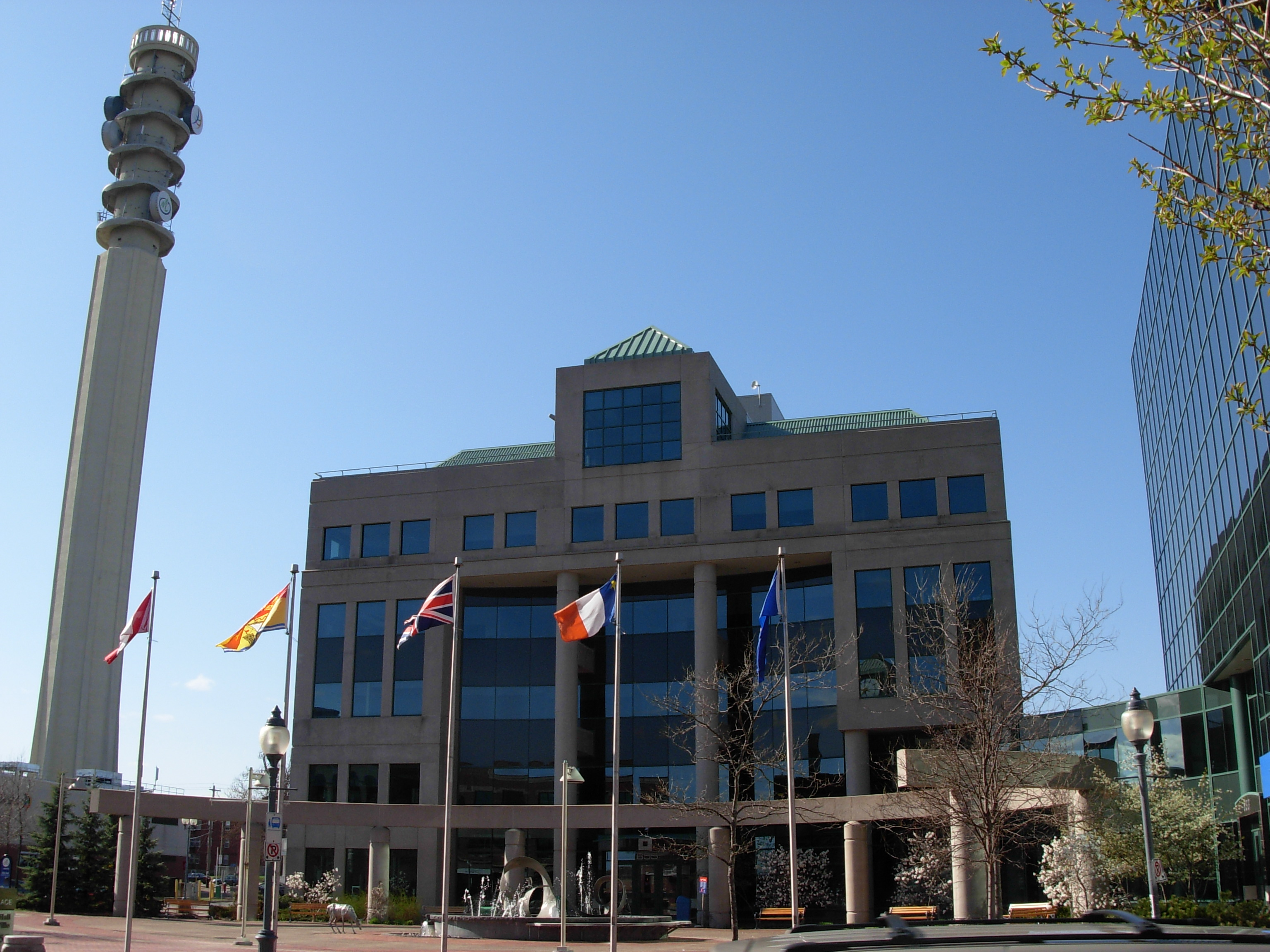
Мэрия Монктона

Mонктон — один из немногих городов к востоку от Онтарио, отличавшихся довольно интенсивным ростом населения, которое увеличилось на 6,5 % между 2001 и 2006 годами. Столичный регион Монктона характеризуется относительно широким распространением англо-французского двуязычия, включая в себя преимущественно франкоязычный Дьеп и преимущественно англоязычный Ривервью, а также часть земель округов Вестморленд и Альберт.

## История
Первыми поселенцами на территории города были акадийцы, которые назвали его Le Coude («Локоть»). В 1755 годы они были насильственно изгнаны англичанами во время депортации франко-акадийцев. В 1766 году на это место прибыли немецкие поселенцы из Пенсильвании и назвали своё поселение The Bend («Излучина»). В 60-х годах XIX столетия город получил своё современное название (в честь Роберта Монктона, британского офицера, лейтенант-губернатора Новой Шотландии во время депортации акадцев).
В середине XIX века основой экономики Монктона стало судостроение. В 1849 году Джордж и Джозеф Салтер основали первую в городе верфь. Быстро развивалась торговля, в 1850 году Монктон стал портом, а в 1855 году получил статус города, его первым мэром стал Джозеф Салтер, в том же году в городе появился первый банк — Банк Уэстморланд. Однако резкое падение спроса на деревянные суда стало подлинным бедствием для Монктона. Банк обанкротился и уже в 1862 году Монктон потерял статус города.
Новый подъём Монктона связан с приходом Межколониальной железной дороги в 1871 году. Монктон превращается в быстро развивающийся железнодорожный и торговый центр Приморских провинций, а в 1875 году вновь становится городом. В городе было построено самое крупное Канадское национальное депо, где осуществлялось техническое обслуживание и ремонт локомотивов и подвижного состава. На пике своего развития депо давало работу 6000 рабочих. В конце 1980-х годов депо было закрыто, в результате чего экономика города получила второй сильнейший удар за свою историю.
В настоящее время экономика Монктона базируется на развитии телекоммуникаций и информационных технологий, чему способствует наличие в городе университета и высококвалифицированных специалистов. С 1913 года в городе работает публичная библиотека, основанная благодаря деятельности Имперского ордена дочерей империи.

## Население
Население собственно города — 69 074 человек, из которых 63,1 % англофоны, 33,1 % франкофоны, 1,1 % билингвы и 2,8 % аллофоны. В агломерации проживало 126 424 человек. В городе расположен главный корпус франкоязычного Монктонского университета. В Монктоне есть русскоговорящая община, состоящая из более 1 тысячи человек по состоянию на 2020 год, по состоянию на 2023 год.
Община включает в себя людей из разных стран бывшего Советского Союза. Так же в Монктоне есть Украинская община, имеющая основание в 8 тысяч человек.
В 2002 году Монктон стал первым официально двуязычным канадским городом.